# Natural -身も心も-
『Natural -身も心も-』（ナチュラル みもこころも）は、1998年2月6日にフェアリーテールより発売された18禁恋愛アドベンチャーゲームで、Naturalシリーズ第1作。及び、それを原作として発売されたアダルトアニメや小説。
本作は、Windows 3.1/95用ソフトとして発売されたが、実はシステムは16ビットプログラムである。2000年4月14日にはフェアリーテールより『Natural -身も心も-』と『ナチュラル★ぷち』をセットにした『Natural Premium Package』（ナチュラル プレミアムパッケージ）が発売された。
また、2004年1月30日の『ENSEMBLE 〜舞降る羽のアンサンブル〜』（F&C FC03）発売において、一部ショップで本作のWindows XP対応版（システムプログラムを32ビット化したバージョン）が予約購入者に特典として配布された他、2007年7月27日よりDMMでのダウンロード販売も開始されている。

## 物語
主人公・霜月 春彦は、名門女子校に美術の臨時講師として赴任する。
その女子校には、晴彦の元恋人・美澤 万里子の妹・千歳が在籍しており、春彦は千歳になつかれる。

### エンディング
ルートによっては他のキャラクターの好感度が展開に影響するため、多少は脇目を振る必要がある。
- 千歳 - 恋人になる純愛ルートと、飼育状態の従属ルート
- 穂鳥 - 結婚式に千歳が居るか居ないかの2ルート（従属ルート無し）
- 由羽 - 結婚式に千歳が居るか居ないかの2ルート（従属ルート無し）
- 愛姫 - 結婚式に千歳が居るか居ないかの2ルート（従属ルートではセリフが変わる）
- BAD - 千歳との関係から逃亡した後日談

## スタッフ
- 原画 - たもりただぢ
- 音楽 - 山口真理、他

## 登場キャラクター
霜月 春彦（しもつき はるひこ）：名前は変更可能
主人公で、女子校・星和学院に美術の臨時教師として赴任してきた。温厚で人当たりのよい性格と、退廃的で嗜虐性を帯びた性格が同居する。千歳と再会してわりない仲となるが、その後の展開はプレーヤー次第で大きく変わる。
美澤 千歳（みさわ ちとせ）
声：歌織
万里子の妹で、元気で明るいスポーツ少女（ボク少女）。姉の恋人である春彦に想いを秘めていたが、再会して告白、そのまま結ばれるところから物語が始まる。その後、次第に親しくなり、やがては半同棲状態となる。従属状態では一人称が変わる。家族愛に飢えている分、春彦への依存心と独占欲が非常に強く、彼への信頼の裏返しのように自意識過剰な言動が目立ち、かつ嫉妬深い性格。
河田 穂鳥（かわだ ほとり）
声：美都いずみ
千歳の同級生で、凛とした美少女だが、周囲を寄せ付けずトラブルメーカー風に振る舞う。しかしこれには輪姦された過去と、その後肉親を拒絶してしまったことへの悔悟があり、実は優しい性格をしている。
出水 由羽（いずみ ゆわ）
声：長崎みなみ
背の低い小動物風味の千歳の同級生。語尾に「なのれす」を付けるひょうきん者だがゴシップ好きで、千歳との関係を嗅ぎ付けられてしまう（由羽との関係が、千歳とのエンディングを左右する）
多上 愛姫（たがみ いつき）
声：鳩野比奈
春彦の同僚で英語教師。良家のお嬢様で春彦に興味を示す。展開次第では、あるきっかけから被虐に目覚め、性奴としての悦びに堕ちていくこととなる。
美澤 万里子（みさわ まりこ）
声：夏野蛍
春彦の同級生で、千歳の姉。春彦と交際していた当時、中学生だった千歳は春彦に惹かれ、姉に対するコンプレックスを強めることとなる。3年前に別れるが、千歳を巡って再会する。しかし互いに似すぎていた二人は、それ以上近づくことはなかった。

## ナチュラル★ぷち
『ナチュラル★ぷち』は、2000年4月14日にフェアリーテールより発売されたウィンドウズアクセサリー集である。『Natural -身も心も-』のキャラクターを使用した壁紙やシステム音声、攻略データ及び、本編続編の『Natural2 -DUO-』のプロモーション映像を収録。なお、システム音声については美澤千歳のみ2種類の音声が収録されている。

## アダルトアニメ版
『Natural』のタイトルで、グリーンバニーより全2巻で発売。好評を受けて制作された直接の続編に当たるAnotherシリーズを全2巻で発売後、計4巻を2部構成に再編集した総集編も発売された。
なお、総集編には『Natural2 -DUO-』特別予告編が収録されている。
1. VOL.1　心ひかれて
  - 発売日：1999年2月25日（VHS）、1999年5月25日（DVD）
  - 収録時間：30分
2. VOL.2　ひとつに溶けて
  - 発売日：1999年5月25日（VHS）、1999年8月25日（DVD）
  - 収録時間：30分
3. Another.1　思いはじけて…
  - 発売日：2000年2月25日（VHS、DVD）
  - 収録時間：30分
4. Another.2　身も心も
  - 発売日：2000年6月25日（VHS、DVD）
  - 収録時間：30分
5. 総集編
  - 発売日：2002年1月25日（VHS、DVD）
  - 収録時間：80分

※1.から4.をDVD1枚に収録した北米版正規DVDも存在するが、日本国内では入手不可。

### スタッフ（アニメ）
- 原作 - 『Natural -身も心も-』（フェアリーテール）
- 企画 - 金木怪男、天地悠大
- 監督 - ふくもとかん、小川浩（Another.2のみ）
- 絵コンテ、演出 - ふくもとかん、小川浩
- 脚本 - 杜野幼青、吉岡たかを（Anotherシリーズのみ）
- キャラクター原案 - たもりただぢ
- キャラクターデザイン - さきさかみずき
- 作画監督 - 粟井重紀、枚方二郎（Anotherシリーズのみ）
- 総集編ジャケット原画 - りんしん
- 美術監督 - 常磐庄司
- 撮影監督 - 森口洋輔
- スーパーバイザー - Dr.POCHI
- プロデューサー - 雅太郎、越中おさむ
- アニメーション制作 - アームス
- 製作 - グリーンバニー

## 小説版
清水マリコ著、パラダイムノベルス発行。どちらも千歳をメインヒロインとしながら、それぞれ純愛ルートと陵辱ルートを扱う2冊が出版された。
1. ナチュラル 〜身も心も〜（1998年6月）ISBN 4-89490-024-6
2. ナチュラル 〜アナザーストーリー〜（1998年8月）ISBN 4-89490-030-0

## CDドラマ
- 『ナチュラル 〜身も心も〜 ドラマCD Vol.1』 1999年5月25日 Milky Records
- 『ナチュラル 〜身も心も〜 ドラマCD Vol.2』 1999年8月25日 Milky Records
- 『ボイスドラマ　ナチュラル〜身も心も〜』 2000年7月7日 TWOFIVE